# Дивергенція (мовознавство)
Дивергенція (від лат. divergentio «розходження») — фонетичний процес, який полягає у розщепленні звука на два різні звуки.
В одній позиції звук може залишитися, а в іншій — перейти в інший звук. Так, наприклад, звуки [о] і [е] в українській мові у відкритому складі збереглися, а в закритому — перейшли в [і]: вола — віл, семи — сім.